# Barići (Bośnia i Hercegowina)
Barići (cyr. Барићи) – wieś w Bośni i Hercegowinie, w Republice Serbskiej, w gminie Teslić. W 2013 roku liczyła 1350 mieszkańców.